# Воеводский, Владимир Александрович
Владимир Александрович Воеводский (4 июня 1966, Москва — 30 сентября 2017, Принстон, Нью-Джерси) — советский, российский и американский математик, внёсший значительный вклад в алгебраическую геометрию и основания математики. Лауреат Филдсовской премии (2002), постоянный профессор Института перспективных исследований.
Среди основных результатов на стыке алгебраической геометрии и алгебраической топологии — построение теории мотивных когомологий и доказательство её средствами гипотезы Милнора и гипотезы Блоха — Като, составлявших существенную проблемную часть алгебраической {\displaystyle K}-теории. В области оснований математики инициировал и внёс решающий вклад в программу создания унивалентных оснований математики — формального языка для абстрактных разделов математики, обеспечивающего автоматическую проверку доказательств на компьютере.

## Биография
Родился в семье учёных — выпускников МГУ, отец — астрофизик, лауреат Государственной премии за работы по созданию Баксанской нейтринной обсерватории (1998), мать — химик, специалист по ядерному магнитному резонансу. Раннее детство провёл в коммунальной квартире на площади Ногина, впоследствии семья переселилась в отдельную квартиру в Малом Ивановском переулке.
В старших классах сменил несколько школ, аттестат о среднем образовании получил в 1983 году, в формировании строгого и точного математического мышления отмечал влияние учебника по геометрии под редакцией Колмогорова. В том же году поступил на механико-математический факультет МГУ. Получив из-за сильной аллергии «белый билет» — освобождение от срочной воинской службы, отсрочку от которой не предоставляли прервавшим обучение в вузе, взял академический отпуск, после возвращения из которого был отчислен, но впоследствии восстановился.
Во время учёбы в университете увлёкся алгебраической геометрией, в числе причин указывал на работу в этой области таких интересных людей, как Игорь Шафаревич. Во время академического отпуска подрабатывал преподавателем программирования на учебно-производственном комбинате, там встретился с Георгием Шабатом. Шабат познакомил Воеводского с Программой Гротендика, к которой впоследствии неоднократно обращался в своём творчестве, к осмыслению и развитию идей программы относятся и первые научные исследования Воеводского, проведённые совместно с Шабатом и вылившиеся в ряд публикаций, одна из которых получила одобрение Гротендика. В 1989 году, по результатам I семестра четвёртого курса, несмотря на наличие опубликованных работ в ведущих журналах, окончательно отчислен из университета за академическую неуспеваемость.
В 1989—1990 годы опубликовал несколько работ вместе с Михаилом Капрановым, вскоре иммигрировавшим в США. В 1990 году Капранов заполнил за Воеводского заявку на поступление в аспирантуру Гарвардского университета, и, несмотря на формальное отсутствие высшего образования, тот был принят. Квалификационный экзамен, на сдачу которого отводятся первые три года обучения в аспирантуре, сдал уже через месяц после поступления, благодаря чему был освобождён от занятий и смог сконцентрироваться на исследовательской работе. Находясь в аспирантуре, постоянно нарушал регламенты: уезжал в Россию на 4 месяца, жил прямо в офисе, отказываясь снять жильё, при этом руководство факультета во всех случаях содействовало сохранению перспективного учёного в Гарварде. Докторскую диссертацию на тему «Гомологии схем и ковариантных мотивов» защитил в 1992 году под руководством Давида Каждана.
По окончании аспирантуры прошёл годичную постдокторантуру в принстонском Институте перспективных исследований, после чего вернулся в Гарвард и три года состоял в Обществе стипендиатов (англ. Society of fellows), в которое ежегодно набирают 8 выпускников аспирантур и предоставляют возможность сфокусироваться на исследованиях, не отвлекаясь на преподавание.
В 1995 году женился на математике Надежде Шалаби (род. 1966), в браке, который завершился разводом в 2008 году, родились двое дочерей (Тали и Дина).
С 1996 по 1999 год работал в должности ассоциированного профессора в Северо-Западном университете, где сотрудничал с крупнейшими специалистами по алгебраической {\displaystyle K}-теории Андреем Суслиным и Эриком Фридландером, также в течение этого периода был приглашённым профессором в Институте Макса Планка и в Гарварде. В 1998 году прочёл пленарный доклад «Теория {\displaystyle \mathbf {A} ^{1}}-гомотопий» на Международном конгрессе математиков в Берлине.
В 1998 году приглашён на постоянную позицию в Институт перспективных исследований; в январе 2002 года, за несколько месяцев до награждения медалью Филдса, получил должность пожизненного профессора института. Во время работы в Принстоне обращался к математической биологии в части исторической генетики и к теории вероятностей, работая над переформулировкой её на языке теории категорий, считая важным внести вклад в приложения, а в период 2005—2006 годов полностью выключился из академической деятельности. В 2006 году опубликовал первые заметки по возможностям применения геометрических понятий к теории типов, и, после окончательного доказательства гипотезы Блоха — Като в 2010 году, полностью погрузился в новое направление, выдвинув программу унивалентных оснований. К программе постепенно подключился значительный коллектив специалистов по математической логике, теории категорий, системам автоматического доказательства. Академический год 2012/13 в Институте перспективных исследований по инициативе Воеводского был объявлен «годом унивалентных оснований», в рамках которого в сотрудничестве Воеводского, Ауди и Кокана была открыта специальная исследовательская программа, собравшая около 30 учёных, совместно написавших за этот период 600-страничную книгу.
Умер у себя дома в Принстоне, обнаружен по обращению бывшей жены, которая некоторое время не могла с ним связаться и знала о тяжёлом заболевании; по её сообщениям, причиной смерти могла быть аневризма. Похоронен 27 декабря 2017 года на Химкинском кладбище в Москве, участок 20.

## Научный вклад

### Алгебраическая геометрия
В работах 1989—1990 годов по высшим группоидам, написанных в соавторстве с Капрановым, развил идею Гротендика о возможности описания CW-комплексов с гомотопической точки зрения как группоидов. В 1998 году Карлосом Симпсоном построен контрпример к одной из основных конструкций этих работ, который Воеводский с Капрановым изначально не признали, и статья Симпсона не была принята в журналы; лишь в 2013 году Воеводский подтвердил доводы Симпсона.
В трудах периода гарвардской аспирантуры разработал конструкцию, в которой всякой схеме {\displaystyle S} соответствуют триангулируемая категория {\displaystyle DM(S)} и ковариантный функтор из категории схем над {\displaystyle S} в {\displaystyle DM(S)}. Полученная конструкция обладает всеми свойствами теории гомологий, таким образом, выявлена новая возможность работать со схемами (и, в частности, с алгебраическими многообразиями) средствами алгебраической топологии.
Используя созданный в диссертации инструментарий подключился к решению ключевых проблем алгебраической {\displaystyle K}-теории и проработке деталей теории мотивных когомологий. В 1996—1998 годы совместно с Фабианом Морелем создал теорию {\displaystyle A^{1}}-гомотопий, основная идея которой заменить в определении гомотопии единичный интервал {\displaystyle [0,1]} (не являющийся алгебраическим многообразием) аффинной прямой {\displaystyle A^{1}} для возможности полной алгебраизации теории гомотопий. Этим работам посвящён пленарный доклад на Международном конгрессе математиков в 1998 году.
Теории мотивных когомологий в 2000 году Математической предметной классификации присвоен отдельный код 14F42 в составе подраздела «Теории гомологий и когомологий» в разделе «Алгебраическая геометрия». В 2010 году к этому же коду присоединена также теория {\displaystyle A^{1}}-гомотопий под наименованием «теория мотивных гомотопий».
В 1996 году выпустил препринт с первым доказательством гипотезы Милнора, составлявшей основную проблему милноровой {\displaystyle K}-теории, согласно которой существует изоморфизм между кольцами Милнора {\displaystyle K_{n}^{M}(F)/2} и {\displaystyle H_{{\acute {e}}t}^{n}(F,\mathbb {Z} /2\mathbb {Z} )} — группами этальных когомологий с коэффициентами в {\displaystyle \mathbb {Z} /2\mathbb {Z} } для всякого поля {\displaystyle F} характеристики, отличной от 2, и любого целого {\displaystyle n}. В доказательстве, кроме собственных разработок и теории {\displaystyle A^{1}}-гомотопий, существенно использованы результаты Меркурьева, Суслина, Фридландера и Роста. Несмотря на всеобщее признание результата в конце 1990-х годов и получение Филдсовской премии за доказательство гипотезы, окончательный вариант, устраняющий все недочёты в доказательствах, был опубликован в 2003 году.
С конца 1990-х годов принялся за решение проблемы Блоха — Като, для которой гипотеза Милнора является частным случаем при {\displaystyle \ell =2}. Несмотря на то, что подход к доказательству Воеводский, по собственному утверждению, выработал уже в конце 1996 года, проработка результата потребовала значительной подготовительной работы, как по линии алгебраической {\displaystyle K}-теории, так и мотивной теории когомологий. Лишь к концу 2000-х годов Суслину, Жуховицкому и Вейбелю удалось доказать необходимое обобщение результата Роста, а работу по развитию мотивной теории когомологий и соединение всех деталей доказательства Воеводский завершил в феврале 2010 года.

### Основания математики
Ещё с середины 1990-х годов считал одной из угроз математики возможность накопления незамеченных ошибок из-за чрезвычайного усложнения современных направлений, и с 2002 года искал возможность применить системы автоматического доказательства к абстрактным разделам математики, но не находил удовлетворительных решений. В конце 2005 года обнаружил возможность описания высших группоидов, средствами λ-исчисления с зависимыми типами, лежавшего в основе ряда систем автоматического доказательства, эксплуатирующих изоморфизм Карри — Ховарда об эквивалентности между компьютерными программами и математическими доказательствами. Идеи применения интуиционистской теории типов к теории категорий и топологии публиковались с середины 1990-х годов, но не к высшим группоидам, которые, согласно Воеводскому, ссылающемуся в свою очередь на соответствие Гротендика, являются фундаментальными математическими объектами, и соответствуют гомотопическим типам.
К 2006 году относятся первые эксперименты Воеводского с системой Coq. В 2009 году решил основные технические проблемы на пути применения интуиционистской теории типов к высшим группоидам, прежде всего, разработав конструкцию для иерархии универсумов и постулировав аксиому унивалентности, утверждающую равенство между объектами, между которыми может быть установлена эквивалентность:
{\displaystyle (A=B)\simeq (A\simeq B)}.
Хотя в математике традиционно множество результатов устанавливается для классов эквивалентных объектов, «с точностью до…» — изоморфизма, гомеоморфизма, гомотопии, — считается, что введение аксиомы унивалентности на уровне оснований стало революционным новшеством, кроме всего, обеспечивающим множество технических эффектов благодаря возможности избавиться в формализациях от громоздких конструкций с классами эквивалентностей. Ещё одной фундаментальной особенностью подхода Воеводского к основаниям считается объединение в рамках одной теории логических и математических понятий, где одни и те же конструкции могут быть наделены той или иной интерпретацией, в отличие от классического подхода, идущего от Гильберта и Тарского, где логика эпистемологически первична — вначале определяется логическая система, а потом её средствами строятся собственно математические теории.
С 2010 года приступил к разработке «Библиотеки унивалентных оснований» — коллекции формальных описаний на Coq, позволяющих формулировать доказательства для абстрактных разделов математики, в течение трёх месяцев удалось построить систему с достаточно широким охватом. В 2010 году в рамках запроса на грант подготовил программу разработки унивалентных оснований, в которой выделил следующие её возможности:
- естественная аксиоматизация категорных и высшекатегорных языков,
- применение языков зависимых типов,
- прямая аксиоматизация понятий на основе гомотопических типов, без использования инструментария теории множеств,
- применимость как для конструктивной так и неконструктивной математики.

В 2013 году, в рамках инициированного им совместно с Ауди и Коканом в Институте перспективных исследований года унивалентных оснований, стал соавтором книги «Гомотопическая теория типов», впоследствии высказывал неудовлетворённость результатами, отмечая, что участники программы предлагали много странных идей. В целом, несмотря на большое количество специалистов, подключившихся к программе создания унивалентных оснований, работал изолированно: развивал собственный проект библиотеки оснований, использующий специально разработанное безопасное подмножество Coq, тогда как участники исследовательской программы Института перспективных исследований вели работы стандартными средствами. Кроме того, посвятил цикл из восьми работ 2014—2017 годов модельным вопросам и проблемам обоснования, разрабатывая теорию C-систем (контекстуальных категорий), притом что основная волна исследований направлена на расширение возможностей оснований и приложения.

## Память
8 октября 2017 года в Институте перспективных исследований проведено собрание памяти учёного, на котором выступили близкие и коллеги учёного, в том числе Пьер Делинь, Ричард Тейлор, Давид Каждан. 28 декабря 2017 года, на следующий день после отпевания и похорон в Москве, в Математическом институте Академии наук имени Стеклова прошла однодневная конференция памяти Воеводского.
По мнению сокурсника по Гарварду Михаила Вербицкого, Воеводский выведен в нескольких текстах писателя Баяна Ширянова и стал прототипом главного героя романа Николая Баранского «Путешествие в поисках истинной живости».

## Избранные публикации
Книги
- Vladimir Voevodsky, Andrei Suslin, and Eric M. Friedlander. Cycles, transfers, and motivic homology theories. — Princeton, NJ: Princeton University Press, 2000. — 254 с. — (Annals of Mathematics Studies, vol. 143). — ISBN 0-691-04815-0.
  - Обзорная рецензия — Charles A. Weibel. Cycles, transfers, and motivic homology theories, by Vladimir Voevodsky, Andrei Suslin, and Eric M. Friedlander // Bulletin Of The American Mathematical Society. — 2001. — Т. 39, № 1. — С. 137—143. Архивировано 18 октября 2020 года.
- Carlo Mazza, Vladimir Voevodsky, Charles Weibel. Lecture Notes on Motivic Cohomology. — Princeton, NJ: American Mathematical Society, 2006. — 218 с. — (Clay mathematics monographs, vol. 2). — ISBN 0-8218-3847-4.

Статьи
- В. А. Воеводский, М. М. Капранов. ∞-группоиды как модель для гомотопической категории // Успехи математических наук. — 1990. — Т. 45, № 5. — С. 239—240. — doi:10.1070/RM1990v045n05ABEH002673. Совместная с Капрановым работа по соответствию между CW-комплексами и высшими группоидами, к которому впоследствии Симпсон нашёл контрпример.
- Vladimir Voevodsky. Motivic cohomology with {\displaystyle \mathbb {Z} /2}-coefficients // Publications Mathématiques de l’Institut des Hautes Études Scientifiques. — 2003. — Т. 98, № 1. — С. 59–104. — doi:10.1007/s10240-003-0010-6. Заключительная работа с полным доказательством гипотезы Милнора.
- Vladimir Voevodsky. On motivic cohomology with {\displaystyle \mathbb {Z} /\ell }-coefficients // Annals of Mathematics. — 2011. — Т. 174. — С. 401–438. — doi:10.4007/annals.2011.174.1.11. Статья с доказательством гипотезы Блоха — Като
- Vladimir Voevodsky. An experimental library of formalized Mathematics based on the univalent foundations // Mathematical Structures in Computer Science. — Cambridge University Press, 2015. — Т. 25. — С. 1278–1294. — doi:10.1017/S0960129514000577. Публикация о библиотеке формализованной математики на базе унивалентных оснований
- Vladimir Voevodsky. The Origins and Motivations of Univalent Foundations. A Personal Mission to Develop Computer Proof Verification to Avoid Mathematical Mistakes (англ.). IDEAS, The Institute Letter, Summer 2014. Institute of Advanced Study (1 июля 2014). — «I think it was at this moment that I largely stopped doing what is called “curiosity-driven research” and started to think seriously about the future». Дата обращения: 29 декабря 2017. Архивировано 22 января 2018 года. Работа, в которой Воеводский перечисляет выявленные впоследствии труднообнаружимые ошибки в доказательствах, как в собственных трудах, так и в результатах коллег, которые послужили для него мотивацией в работе над унивалентными основаниями